# Originalismo

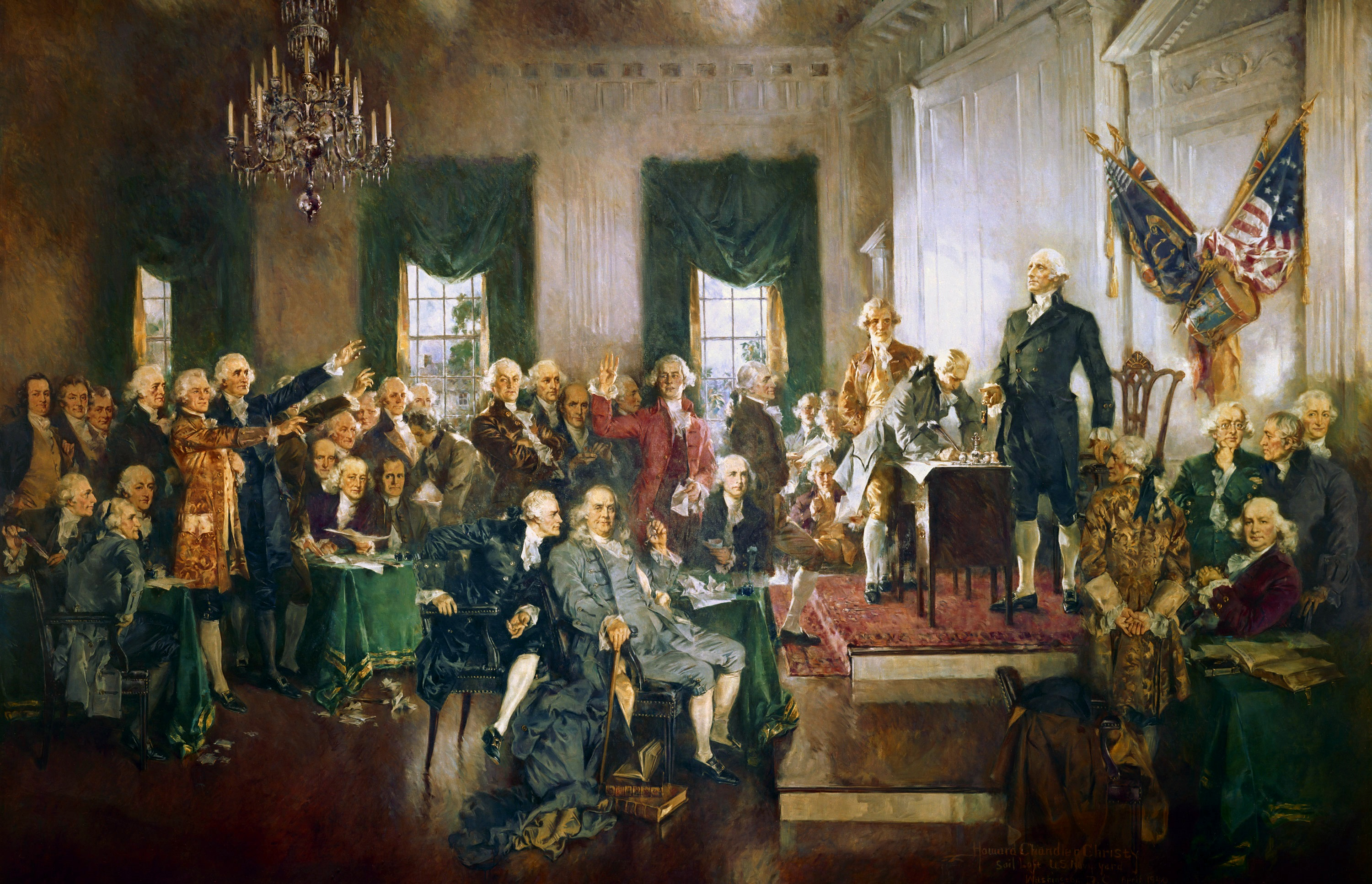
Cena da Assinatura da Constituição dos Estados Unidos, por Howard Chandler Christy.

Originalismo, no contexto da lei dos Estados Unidos, é um conceito relativo à interpretação jurídica da Constituição que afirma que todas as declarações na constituição devem ser interpretadas com base no entendimento original "no momento em que foi adotada". 

## Visão geral
O conceito de originalismo considera a Constituição estável desde o momento de sua promulgação e que o significado de seu conteúdo só pode ser alterado pelas etapas estabelecidas no Artigo Quinto. 
 
Essa noção se contrapõe ao conceito da "Constituição Viva", que afirma que a Constituição deve ser interpretada com base no contexto dos tempos e identidades políticas atuais, mesmo que tal interpretação seja diferente das interpretações originais do documento. 

 
Constitucionalistas vivos às vezes argumentam que não podemos aplicar um entendimento original da Constituição porque o documento é muito antigo e enigmático.
Os defensores do originalismo argumentam que ele tem sido, historicamente, o principal método de interpretação jurídica na América desde a época de sua fundação até a época do New Deal, quando teorias de interpretação concorrentes cresceram em proeminência. 

Originalismo é um termo "guarda-chuva" para métodos interpretativos que sustentam a "tese da fixação", a noção de que o conteúdo semântico de um enunciado é fixado no momento em que é enunciado. 
 
Os originalistas procuram uma das duas fontes alternativas de significado:
- A teoria da intenção original, que sustenta que a interpretação de uma constituição escrita é (ou deveria ser) consistente com o que foi pretendido por aqueles que a redigiram e ratificaram. Esta é atualmente uma visão minoritária entre os originalistas. Alfred Avins e Raoul Berger (autor de "Government by Judiciary") estão associados a essa visão.
- A teoria do significado original, que está intimamente relacionada ao textualismo, é a visão de que a interpretação de uma constituição ou lei escrita deve ser baseada no que uma pessoa razoável, vivendo no momento de sua adoção, teria entendido o significado comum do texto. A maioria dos originalistas, como Antonin Scalia, Clarence Thomas e Amy Coney Barrett, está associada a essa visão.

Essas teorias compartilham a visão de que há uma intenção original identificável ou significado original, contemporâneo com a ratificação de uma constituição ou estatuto, que deve reger sua interpretação subsequente. As divisões entre as teorias se relacionam com o que é exatamente essa intenção original identificável ou significado original: as intenções dos autores ou dos ratificadores, o significado original do texto, uma combinação dos dois ou o significado original do texto, mas não a sua aplicação esperada.